# Фірдевс Ісмаїл Керімович
Ісмаїл Керімович Фірдевс (справжнє прізвище — Керімджанов) (крим. İsmail Kerim oğlu Kerimcanov, Исмаил Керим огълу Керимджанов) (2 грудня 1888, Сімферополь — 27 жовтня 1937, Сандормох) — учитель, більшовик, займав провідні посади в Криму після Жовтневої революції. Один з головних борців за встановлення радянської влади в Криму. Репресований і розстріляний у 1937 році.

## Біографія
Народився в Сімферополі в сім'ї дрібного торговця. У віці 7 років залишився сиротою. У 1906 відзнакою закінчив Сімферопольську татарську учительську семінарію. Працював вчителем в Алушті, Сімферополі, Аутці.
Керімджанов володів німецькою, французькою, турецькою, почасти, італійською та латинською мовами, тому мав велику популярність серед відомих графинь та княгинь (Орлови, Давидови, Писареві та ін.), його присутність завжди нагадувало рай, звідки й походить його прізвисько Фірдевс (арабською فردوس — рай).
З 1917 по 1929 роки член ВКП(б), перший більшовик-кримський татарин.
У січні 1918 року брав активну участь у встановленні радянської влади в Криму, фактично ставши противником Кримської Народної Республіки і Курултаю.

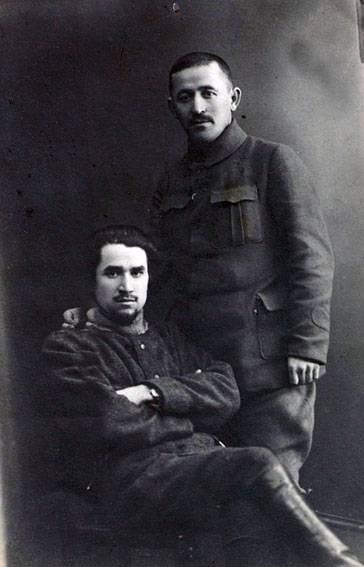
Член Казанського губкому РКП (б) В. К. Фірдевс (праворуч) з М. Х. Султан-Галієвим (ліворуч), 1919

У 1918 р. — нарком з іноземних і національних справ Республіки Таврида.
З 1918 по 1920 рр. — секретар Комісаріату у справах мусульман Внутрішньої Росії (Москва).
З 1920 по 1921 рр. — завідувач комісаріату народної освіти Кримської АРСР.
З 1922 по 1924 рр. — в. о. наркома юстиції і верховного прокурора Кримської АРСР.
C 1926 по 1929 рр. — інспектор Північно-Кавказького відділу наросвіти (Ростов-на-Дону).
У 1929 році виключений з ВКП(б), заарештований у справі «Султан-Галієвської контрреволюційної націоналістичної організації». Звинувачений у скоєнні злочинів, передбачених ст. 58-4, 58-6, 58-11 КК РРФСР. Колегія ОДПУ СРСР ухвалила вирок — найвища кара, яку в січні 1931 року замінили 10 роками виправно-трудових таборів. Відбував покарання в Соловках.
У таборі Фірдевс займався агітаційною роботою серед ув'язнених. На підставі довідки начальника Соловецької тюрми постановою окремої трійки Управління НКВД СРСР по Ленінградській області від 9 жовтня 1937 року дістав найвищу кару (розстріл). Вивезений з островів з великим етапом в'язнів Соловецької тюрми і страчений 3 листопада 1937 р. в урочищі Сандармох, що лежить поблизу Повенецької затоки Онезького озера, більш як за 15 км від робітничого селища Медвежа Гора (нині Медвеж'єгорськ, Республіка Карелія, РФ).
У березні 1989 року на підставі Указу Президії Верховної Ради СРСР від 16 січня 1989 року «Про додаткові заходи по відновленню справедливості щодо жертв репресій, що мали місце в 30—40-ві роки та на початку 50-х років» реабілітований посмертно. 12 травня 1990 року рішенням бюро Татарського обкому КПРС реабілітований і в партійному відношенні.